# Cristian Hermosilla
Cristian Hermosilla (* Carapeguá, Paraguay, 27 de octubre de 1984). es un exjugador paraguayo que jugaba de delantero. Su último club fue Aucas, de la Serie B de Ecuador.

## Clubes
| Club                 | País     | Año       | PJ | Goles |
| -------------------- | -------- | --------- | -- | ----- |
| Cerro Porteño        | Paraguay | 2004      |    |       |
| Fancesa              | Bolivia  | 2005-2006 |    |       |
| Sportivo Luqueño     | Paraguay | 2007      |    |       |
| Fernando de la Mora  | Paraguay | 2008      |    |       |
| Aucas                | Ecuador  | 2008      | 28 | 10    |
| Universidad Católica | Ecuador  | 2009-2011 | 98 | 42    |
| Mushuc Runa          | Ecuador  | 2012      | 23 | 6     |
| Deportivo Quevedo    | Ecuador  | 2013      | 13 | 1     |
| Aucas                | Ecuador  | 2013-     | 7  | 5     |

## Palmarés

### Distinciones individuales
| Distinción                        | Año  |
| --------------------------------- | ---- |
| Goleador de la Serie B de Ecuador | 2009 |